# Терезникова Євгенія Михайлівна
Євгенія Михайлівна Терезникова — український ентомолог, фахівець з червеців, кандидат біологічних наук (1961). Авторка 8 монографій і довідників, зокрема трьох у серії «Фауна України» (1975, 1981, 1986). Описала близько 10 нових для науки видів червеців.

## Життєпис
У 1952 році закінчила Ростовський університет. Протягом 1952-1986 років працювала в Інституті зоології АН УРСР. У 1961 році захистила кандидатську дисертацію на тему «Фауна червецов и щитовок (Homoptera, Coccoidea) Закарпатской области» у Київському університеті. Працювала у відділі ентомології Інституту зоології АН УРСР, де наразі зберігається колекція червеців, зібрана нею протягом 1953—1986 років.

## Найважливіші наукові праці

### Монографії і довідники
- Терезникова Є. М. Як боротися з каліфорнійською щитівкою. — Київ: Радянська школа, 1963. — 28 с.
- Терезникова Е. М. Морфологические адаптации кокцид к условиям обитания в УССР. — Киев: Наукова думка, 1970. — 119 с.
- Вредители сельскохозяйственных культур и лесных насаждений. Том 1. Вредные нематоды, моллюски, членистоногие. — Киев: Урожай, 1973.  — 496 с. [авторка розділу на сс. 305—323]
- Терезникова Є. М. Фауна України. Том 20. Кокциди. Вип. 18. Червці пластинчасті, гігантські та борошнисті (Ortheziidae, Margarodidae, Pseudococeidae). — Київ: Наукова думка, 1975. — 225 с.
- Терезникова Є. М. Фауна України. Том 20. Кокциди. Вип. 19. Повстярі, кермеси, червці парнозалозисті та несправжньощитівки. — Київ: Наукова думка, 1981. — 215 с.
- Терезникова Е. М. Определитель кокцид-вредителей сельскохозяйственных и лесных культур на Украине. — Киев: Наукова думка, 1982. — 76 с.
- Терезникова Е. М. Фауна Украины. Том 20. Кокциды. Вип. 20. Щитовки. — Киев: Наукова думка, 1986. — 132 с.
- Терезникова Е. М., Чумак П. Я. Защита цветочно-декоративных растений от вредителей. — Москва: Агропромиздат, 1989. —127 с.

### Статті
- Борхениус Н. С., Терезникова Е. М. Два новых вида мучнистых червецов рода Heliococcus Sulc (Insecta, Homoptera, Coccoidea) // Зоологический журнал. — 1959. — 38 (3). — С. 491—494.
- Борхеніус М. С., Терезникова Є. М. Два нових види борошнистих червеців роду Rhizoecus (Coccoidea, Pseudococcidae) // Доповіді АН УРСР. Сер. Б. — 1959. — 3. — С. 322—325.
- Терезникова Є. М. Новий вид мучнистих червеців роду Brevennia Goux // Доповіді АН УРСР. Сер. Б. — 1962. — 3. — С. 322—325.
- Терезникова Є. М. Новий вид войлочників роду Greenisca Borchs. (Homoptera, Coccoidea, Eriococcidae) // Доповіді АН УРСР. Сер. Б. — 1965. — 7. — С. 957—959.
- Терезникова Е. М. Переописание червецов рода псилококкус — Psylococcus Borschs. (Homoptera, Coccoidea) — фауны СССР [Архівовано 6 березня 2022 у Wayback Machine.] // Вестник зоологии. — 1967. — 4. — С. 23—27.
- Терезникова Є. М. Новий вид мучнистих червеців роду Spinococcus Kir. (Coccodea, Pseudococcidae) // Доповіді АН УРСР. Сер. Б. — 1968. — 3. — С. 281—283.
- Терезникова Є. М. Новий вид мучнистих червеців роду Rhizoecus Kuenck. (Coccodea, Pseudococcidae) // Доповіді АН УРСР. Сер. Б. — 1968. — 4. — С. 377—379.
- Терезникова Є. М. Новий вид мучнистих червеців роду Paroudablis Ckll. (Coccodea, Pseudococcidae) // Доповіді АН УРСР. Сер. Б. — 1968. — 5. — С. 472—475.
- Терезникова Е. М. Обзор фауны кокцид (Insecta, Homoptera, Coccoidea) Крыма по ландшафтным районам [Архівовано 4 листопада 2019 у Wayback Machine.] // Вестник зоологии. — 1968. — 2. — С. 46—51.
- Терезникова Е. М. Кормовые растения червецов и щитовок (Homotera, Coccoidea) Крыма [Архівовано 6 березня 2022 у Wayback Machine.] // Вестник зоологии. — 1968. — 3. — С. 44—53.
- Терезникова Е. М. Червецы и щитовки — вредители сельскохозяйственных растений в западныхо областях Украины [Архівовано 6 березня 2022 у Wayback Machine.] // Вестник зоологии. — 1969. — 1. — С. 60—65.
- Терезникова Е. М. О синонимии двух видов кокцид (Homoptera, Coccoidea) [Архівовано 6 березня 2022 у Wayback Machine.] // Вестник зоологии. — 1975. — 4. — С. 32.
- Терезникова Є. М. Два нових види повстярів роду Acanthococcus Sign. (Homoptera, Coccoidea, Eriococcidae) // Доповіді АН УРСР. Сер. Б. — 1977. — 6. — С. 568—571.
- Терезникова Е. М. Новый вид рода Euripersia Borchs. (Homoptera, Coccoidea, Pseudococcidae) // Труды ВЭО. — 1979. — 61. — С. 49—50.
- Терезникова Е. М. Кактусовый мучнистый червец (Homoptera, Pseudococcidae) в оранжереях Киева [Архівовано 10 березня 2022 у Wayback Machine.] // Вестник зоологии. — 1983. — 1. — С. 74—76.
- Терезникова Е. М. Новые виды рода Rhizoecus Kuenck. (Coccodea, Pseudococcidae) // Таксономия и зоогеография насекомых. — Киев : Наукова думка, 1984. — С. 16—19.

## Описані види
- Heliococcus pavlovskii Borchsenius et Tereznikova, 1959
- Heliococcus slavonicus Borchsenius et Tereznikova, 1959 — синонім Heliococcus sulcii (Goux, 1934)
- Rhizoecus uniporus Borchsenius et Tereznikova, 1959 — синонім Rhizoecus albidus (Goux, 1942)
- Rhizoecus pratensis Borchsenius et Tereznikova, 1959 — синонім Rhizoecus halophilus (Hardy, 1868)
- Brevennia kristali Tereznikova, 1962 — синонім Heterococcus pulverarius (Newstead, 1892)
- Kaweckia laeticoris (Tereznikova, 1965)
- Rhizoecus pallidus Tereznikova, 1968
- Spinococcus artemisiae Tereznikova, 1968 — синонім Peliococcus chersonensis (Kiritshenko, 1930)
- Phenacoccus evelynae Tereznikova, 1975 (початково описаний як Paroudablis graminis Tereznikova, 1968, однак при перенесені в інший рід ця назва стала молодшим вторинним омонімом іншої назви)
- Acanthococcus coronillae Tereznikova, 1977
- Acantococcus zernae Tereznikova, 1977
- Euripersia caulicola Tereznikova, 1979 — синонім Phenacoccus incertus (Kiritshenko, 1940)
- Rhizopulvinaria ucrainica Tereznikova, 1981
- Rhizoecus radicicolus Tereznikova, 1984